# Площадь Лосси
Площадь Ло́сси  (эст. Lossi plats), ранее Соборная площадь (эст. Doompea plats) и Замковая площадь (эст. Lossiplats) — площадь Таллина в историческом районе Вышгород. На площадь выходят улицы Пикк-Ялг, Люхике-Ялг, Тоомпеа, Тоом-Кооли, Пийскопи.

## История
Одна из старейших площадей города. Возникла, вероятно, тогда, когда замок Тоомпеа потерял своё оборонное значение. В 1882 году упоминается как нем. Schloßplatz, в 1907 году — как нем. Domplatz.
В XVIII столетии дом с балконом над входом, расположенный в северной стороне площади (ныне № 4), принадлежал генералу Вольмару Антону фон Шлиппенбаху. В 1711 году его гостем был русский царь Пётр I, впервые приехавший в Ревель на Рождество, о чём сообщает памятная плита на стене дома.
В царствие Екатерины II потерявший былое военное значение замок Тоомпеа был реконструирован по проекту Иоганна Шульца, на месте восточной части замка в 1767—1773 годах воздвигнуто барочное здание губернского правительства с интерьерами в стиле раннего классицизма. Его главный фасад, выходящий на площадь, является ныне парадным фасадом эстонского парламента (Рийгикогу).
В 1900 году на площади был возведён собор Александра Невского в память о чудесном спасении российского императора Александра III в железнодорожной катастрофе 17 октября 1888 года.
Официально современное название площади было утверждено городскими властями в 1938 году, а затем исполкомом Таллинского городского Совета народных депутатов 8 июля 1966 года.

## Застройка
- д. 1a — замок Тоомпеа: городище Тоомпеа, историческое здание губернского правительства и комплекс зданий Рийгикогу. Памятник архитектуры и исторический памятник[5].
- д. 2 — жилой дом с фасадом в стиле раннего классицизма, современный вид получил в 1890 году. Памятник архитектуры[6].
- д. 3 — двухэтажное каменное здание в стиле раннего классицизма, расположенное между площадью Лосси и улицей Руту. Построено во второй половине 18-го столетия на месте более старых построек. Памятник архитектуры[7].
- д. 4 — «Дом Шлиппенбаха». Стильный жилой дом в стиле классицизма, построен во второй половине 18-го столетия. Памятник архитектуры[8][4][9].
- д. 5 — жилой дом, единый классический облик которого восходит к реконструкции второй половины XVIII века, когда два небольших здания, вероятно, построенных в конце XVII века, были преобразованы в единое владение. Памятник культуры[10].
- д. 6 — жилой дом в стиле раннего классицизма, характерный для площади Лосси. В 1815—1821 годах здесь жила немецкая оперная певица Гертруда Элизабет Мара. Памятник архитектуры[11].
- д. 7 — образец здания в стиле классицизма, в котором сохранились оригинальные детали XVIII века. В 1919—1929 годах — резиденция Государственного старейшины. Памятник архитектуры и исторический памятник[12].
- д. 10 — Кафедральный собор святого благоверного князя Александра Невского. Исторический памятник[13].
- д. 11 — Девичья башня. Памятник старины, объект всемирного наследия ЮНЕСКО[14].

Площадь Лосси
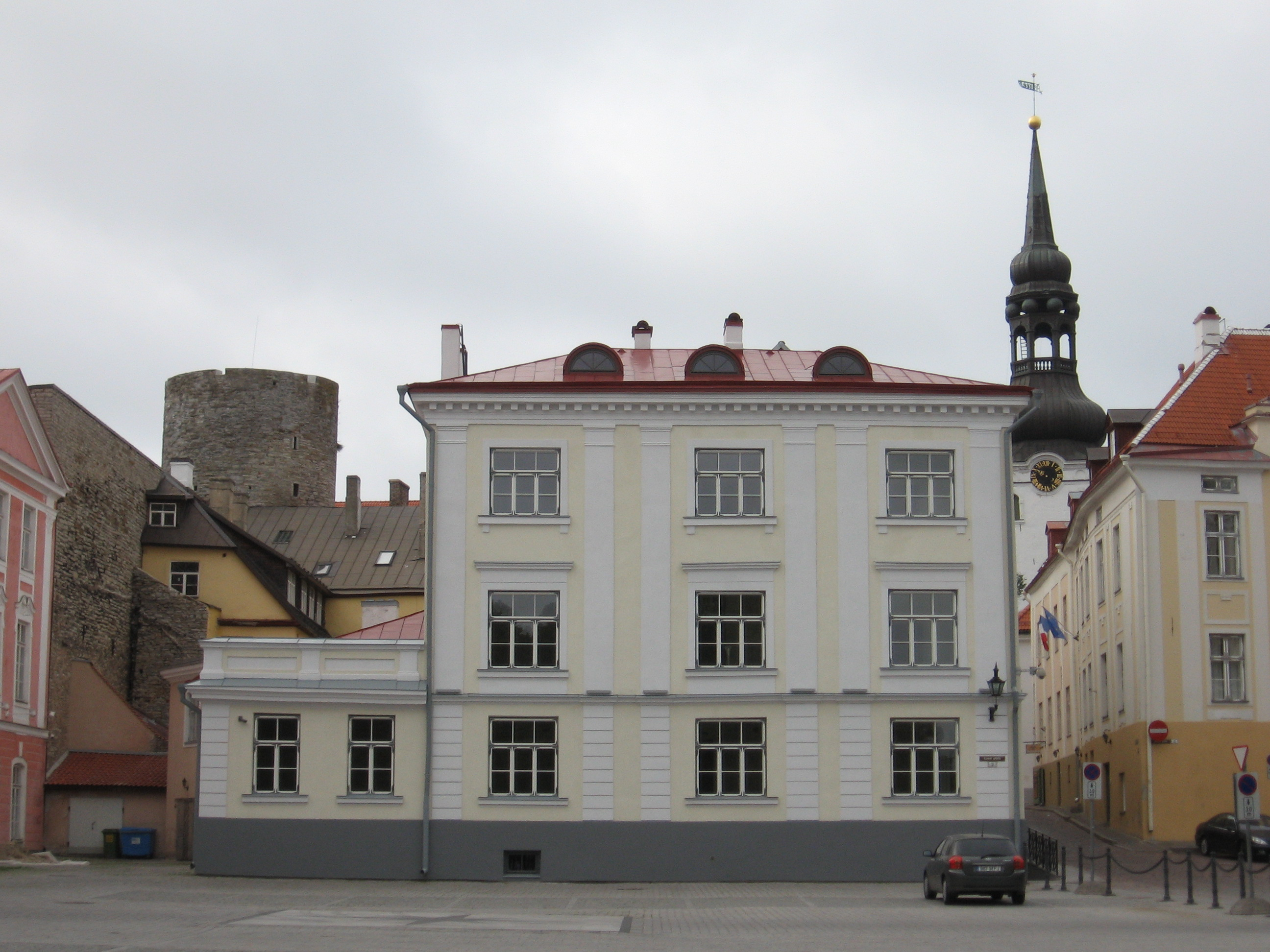
Дом 2
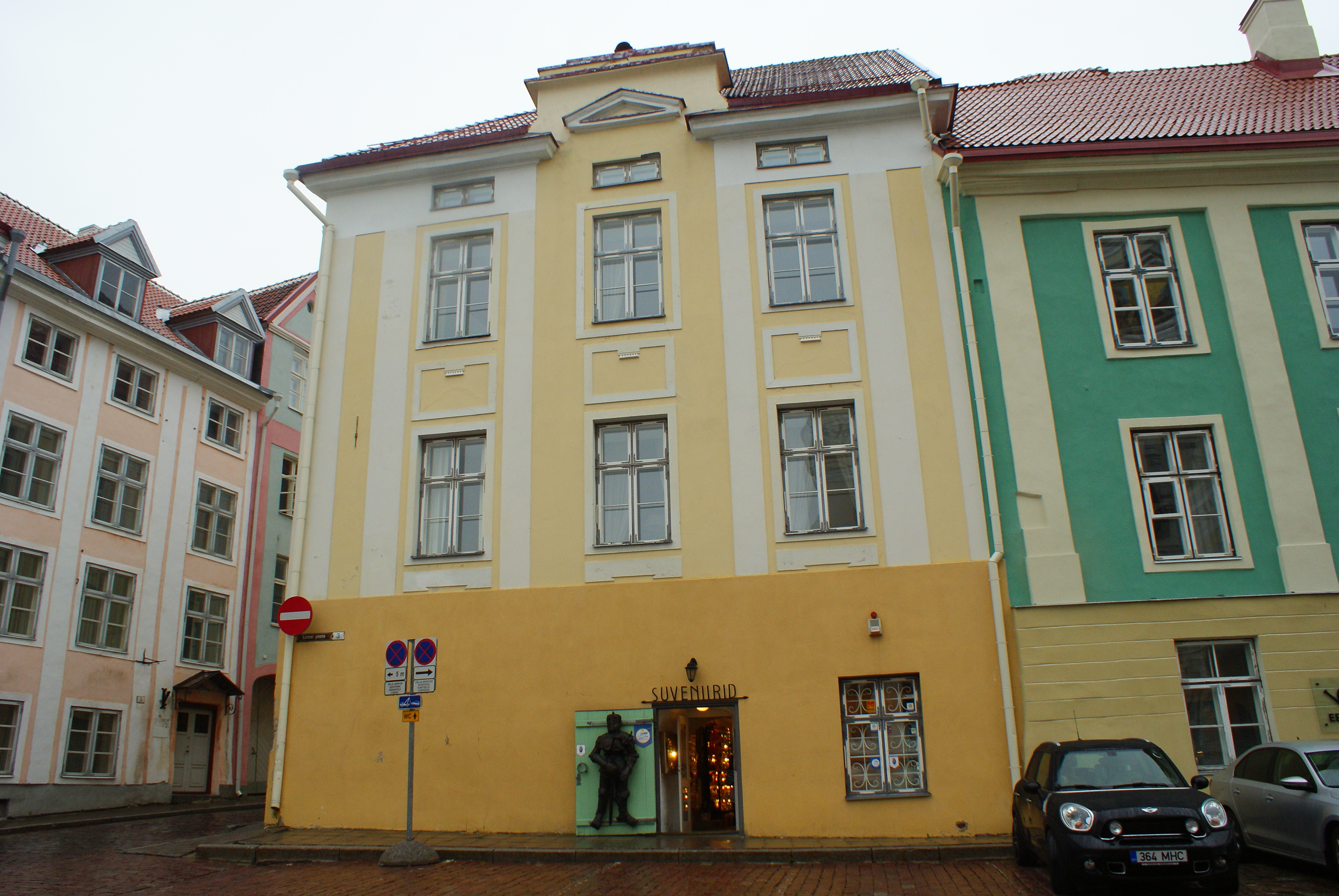
Дом 3
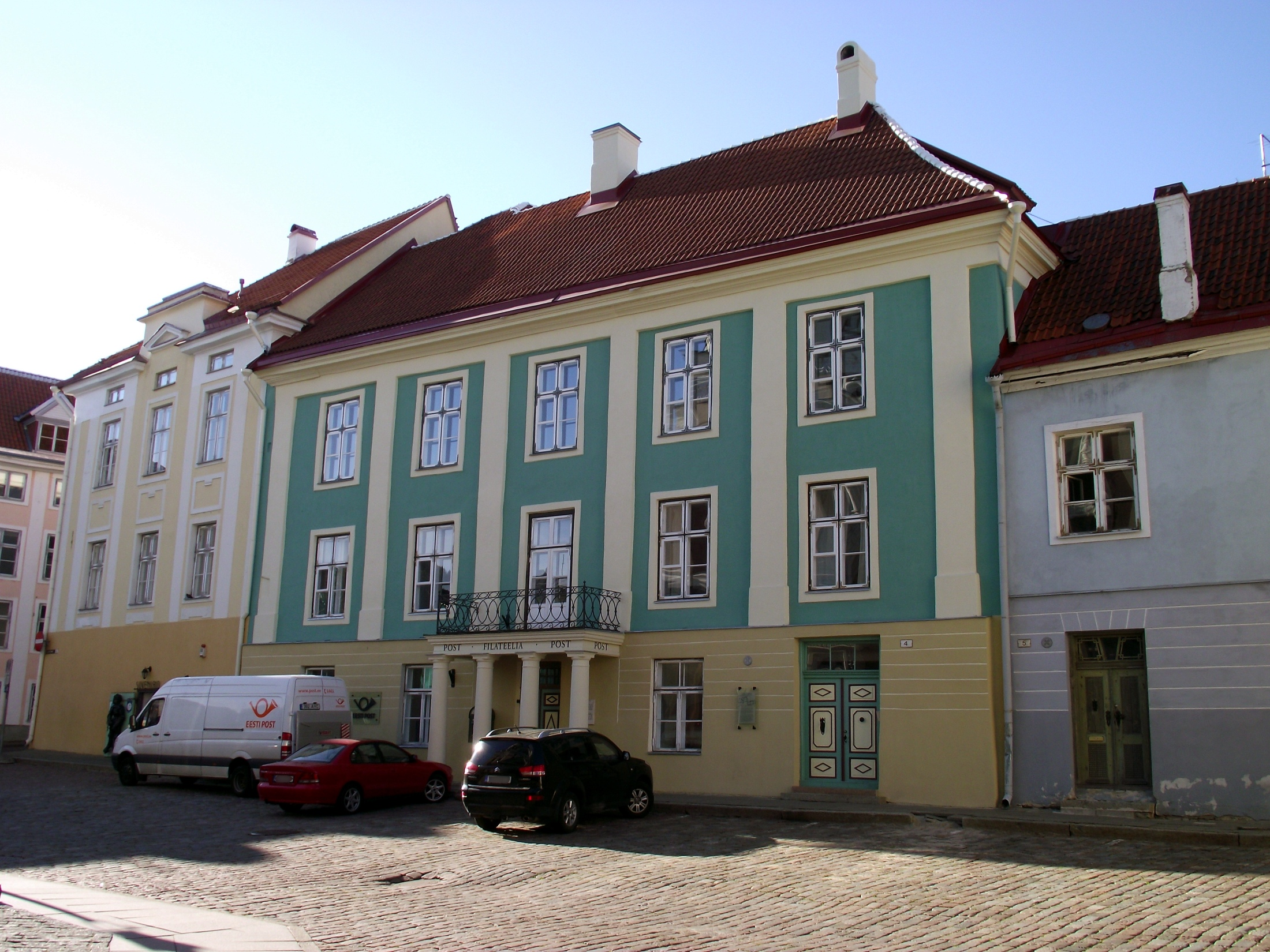
Дом 4 («Дом Шлиппенбаха»)
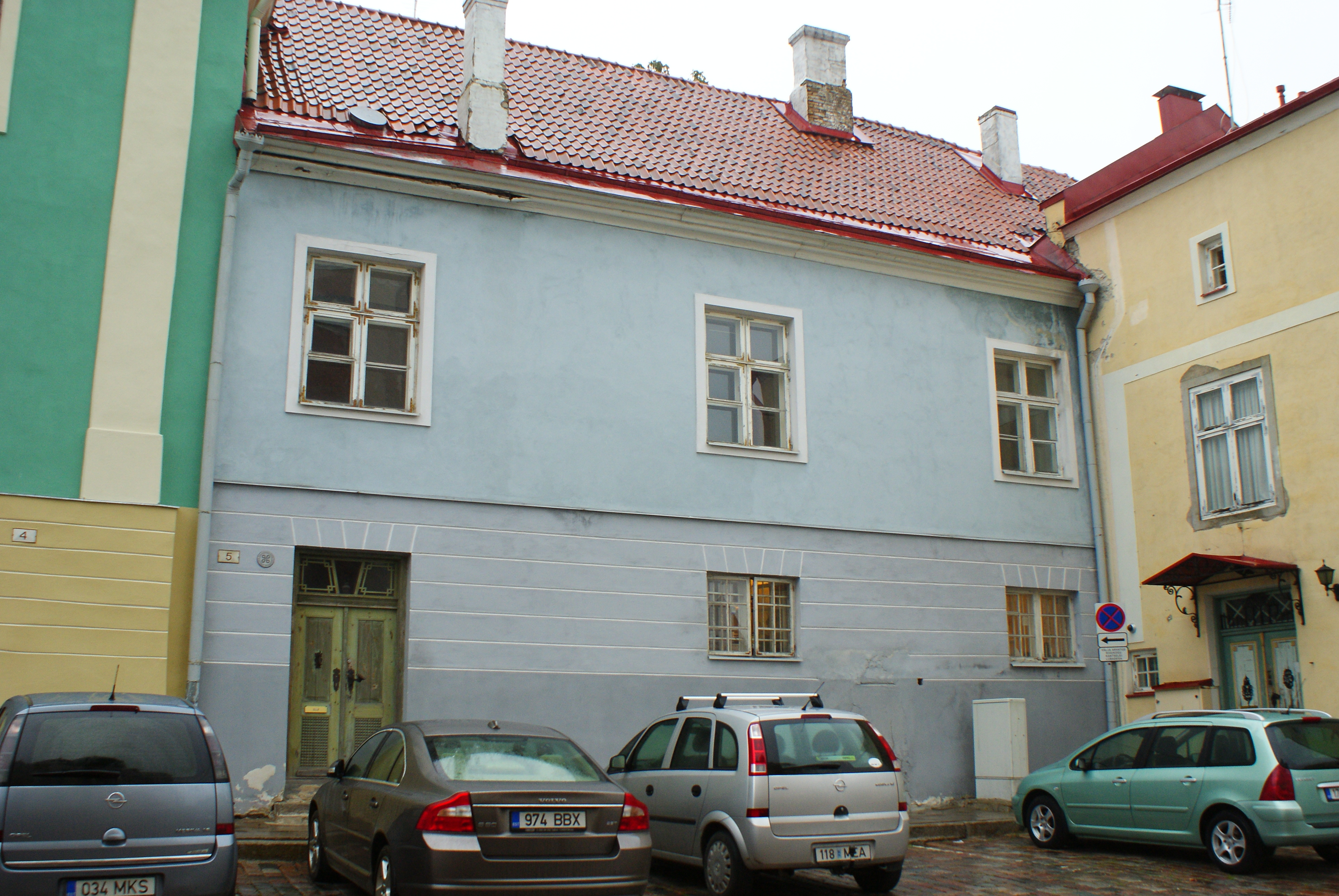
Дом 5
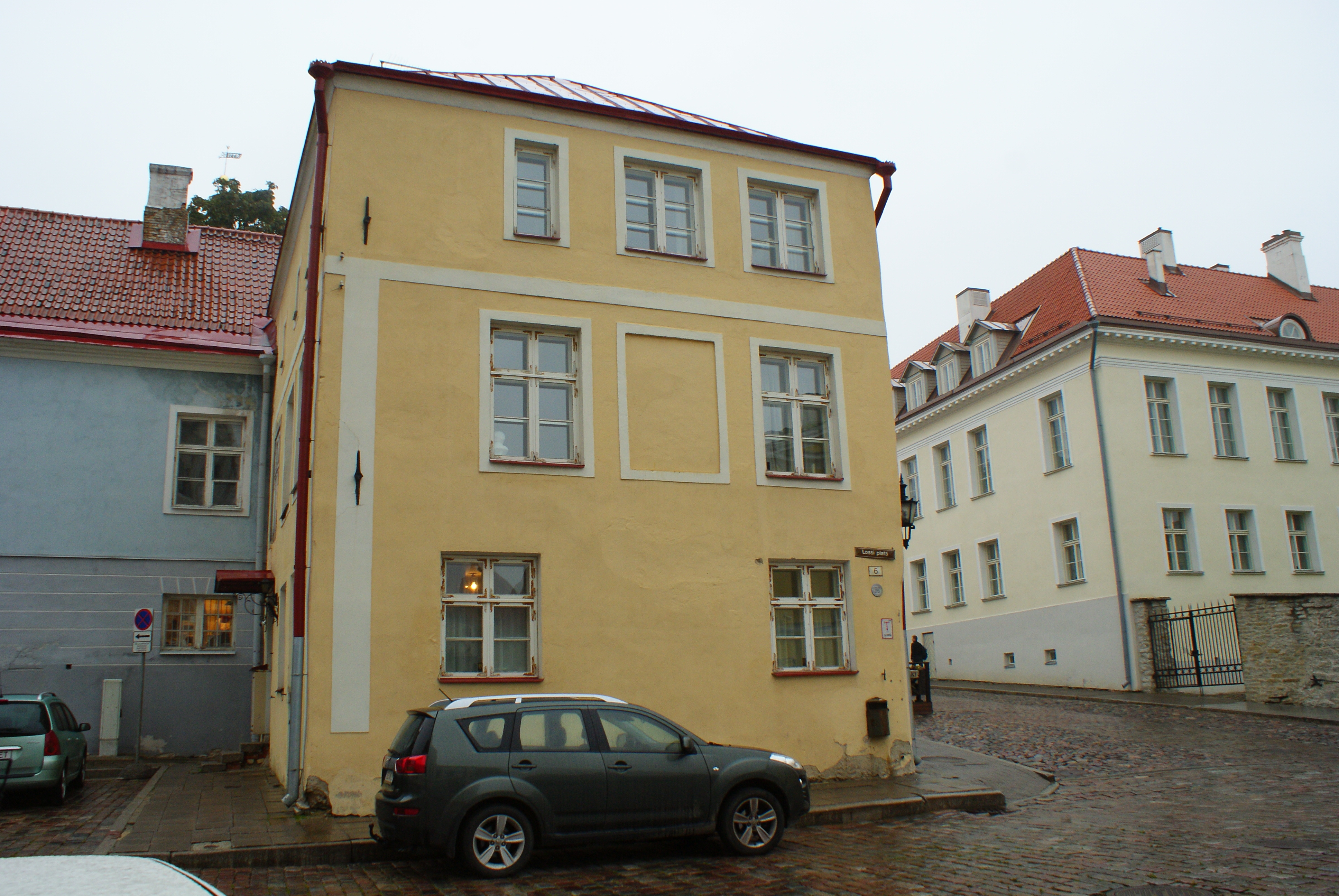
Дом 6